# Cybermarketing
Prin Cybermarketing (sau Web Marketing) se înțelege marketing-ul care folosește ca principal canal de comunicare internet-ul. Intr-o lume în care tehnologia si inovatia ne impacteaza viata aproape in toate aspectele care tin de ea, Internet-ul si mediul virtual devin o tinta pentru oricare dintre noi mai ales in aceasta era a globalizarii. In era globalizarii in mediul virtual putem spune aproape ca nu mai exista bariere si constrangeri care sa limiteze activitatile umane, comunicarea si mediul de afaceri. Astfel ca, ca aproape toate conceptele din viatra noastre si marketing-ul devine impactat. De la marketing-ul traditional vorbim din ce in ce mai mult despre cyermarketing, adica produse si servicii in mediul online în care cei patru 4 se mentin, dar se articuleaza in linie cu valorile si atu-urile acestui nou mediu.
Cybermarketing-ul poate include  managementul mărcii, vânzarea, cercetarea de piață, publicitatea, și asistentă online.

## Tipuri
Cybermarketing desemnează activitățile aflate la intersecția a trei domenii: marketing, economie și tehnologie
Cybermarketing-ul gravitează în jurul clientului având posibilitatea de a comunica cu acesta oricând și într-o manieră cât mai confortabilă. Un concept nou despre care se vorbeste tot mai mult este 'WOM (word of mouth)' adica comunicarea interpersonala despre produse si servicii intre cumparatori si oamenii conectati cu el in mediul online.
Cybermarketing-ul se referă la procesul de creare și menținere a relației cu clientul prin activități online de facilitare a schimbului de idei, țintind consumatorul.
Unele dintre instrumentele folosite pentru acest tip de marketing sunt: 
1. E-mail
2. Publicitate online
3. Newsletter
4. Website/blog-uri
5. Retele de socializare (Facebook, Twitter, Youtube)
6. Marketing de conținut
7. Internet branding
8. Marketing viral
9. Marketing direct prin e-mail, RSS, etc.
10. promovarea în rețelele sociale: SMO și SMM
11. Optimizare pentru motoare de căutare
12. Marketing pe motoare de căutare

Cybermarketing-ul trebuie privit ca o politică de informare online sau ca un marketing online centrat pe consumator.
Printre modalitățile inovatoare de promovare a produselor pe Internet sunt următoarele:
- utilizarea mediilor de publicitate non-standard (jocuri promoționale, videoclipuri virale);
- expoziții online, licitații online;
- conferințe video (podcasting, webcasting, webinarii, emisiuni, web-seminarii);
- sisteme de interacțiune cu furnizorii (VRM);
- publicitate mobilă (aplicație mobilă - publicitate în aplicații mobile)

## Siguranță
Problemele de securitate sunt foarte importante pentru companiile și consumatorii implicați în afaceri online. Mulți consumatori se tem să cumpere online, deoarece nu sunt siguri că informațiile lor personale vor rămâne confidențiale. Au existat deja cazuri în care societățile implicate în afaceri online au fost prinse în legătură cu divulgarea informațiilor confidențiale referitoare la clienții lor. Unii dintre ei au declarat pe site-urile lor web că garantează confidențialitatea informațiilor despre consumator. Prin vânzarea de informații despre clienții lor, astfel de companii încalcă nu numai politica lor declarată, ci și legile mai multor state simultan.
Unele companii cumpără informații despre consumatori, apoi oferă consumatorului bani pentru a elimina aceste informații din baza de date. Oricum, mulți consumatori nu știu că informațiile lor personale sunt divulgate și nu pot împiedica schimbul de informații între companiile fără scrupule.
Problema securității este una dintre problemele esențiale pentru companiile care sunt serioase în ceea ce privește afacerea online. Criptarea este una dintre principalele metode utilizate pentru a asigura securitatea și confidențialitatea datelor transmise pe Internet.

## Vezi și
- Telemarketing